# سیلزی علیا

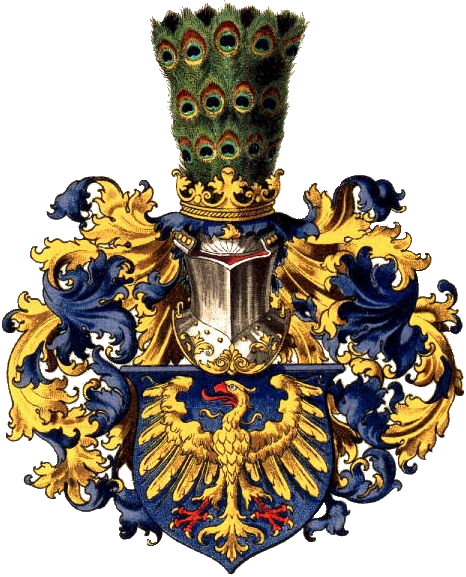
نشان سیلزی علیا

سیلزی علیا (لهستانی: Górny Śląsk; لهستانی سیلزی: Gōrny Ślōnsk; چکی: Horní Slezsko; آلمانی: Oberschlesien; آلمانی سیلزی: Oberschläsing; لاتین: Silesia Superior) عنوانی است که به بخش جنوب شرقی منطقهٔ تاریخی و جغرافیایی سیلزی گفته می‌شود که بیشتر آن در لهستان امروزی و بخش کوچکی از آن در جمهوری چک امروزی قرار دارد. این منطقه از قرن نهم بخشی از (به‌ترتیب) موراویای بزرگ، دوک‌نشینی بوهم، پادشاهی لهستان، دوباره تاج‌وتخت بوهمی و امپراتوری مقدس روم، و از ۱۵۲۶ بخشی از امپراتوری هابسبورگ بوده‌است. در ۱۷۴۲ بخش اعظم این منطقه را پادشاهی پروس تصرف کرد و در ۱۸۷۱ بخشی از امپراتوری آلمان شد. پس از جنگ جهانی دوم این منطقه تحت کنترل جمهوری خلق لهستان، درآمد و از سال ۱۹۹۰ بخشی از لهستان است.